# 高山文彦
高山文彦（たかやま ふみひこ，1953年—）。日本的动画制作者。主要担任动画监督（アニメ監督）、电影导演（映画監督）、脚本（脚本）、演出（演出）。
个人风格明显。善于以丰富的的细节对人物进行细腻的刻画，使他监督的幻想作品反而具有强烈的真实感与生活气息。由于监督作品数量较少，在大众中认知度不高。但受到大量核心爱好者的喜爱。

## 主要作品
- 1982年 演出《超时空要塞》
- 1985年 演出《魔法のスターマジカルエミ》
- 1989年 监督《機動戰士GUNDAM 0080：口袋裡的戰爭》
- 1990年 监督《吹泡糖危機 PART7》
- 1990年 演出《冒險少女娜汀亞》
- 1991年 监督《装甲巨神Zナイト》（店頭玩具宣傳動畫）
- 1993年 监督、故事原案《超时空世纪02》（参照词条超时空世纪的“相关续作”部分）
- 2001年 总监督《机动警察 废弃物13号》（剧场）（参照词条机动警察的“剧场版”部分）
- 2002年 脚本《翼神世音》
- 2003年 监督、系列构成、脚本《ガンパレード・マーチ 〜新たなる行軍歌〜》
- 2004年 企划协力、脚本《光与水的女神》
- 2006年 系列构成、脚本《よみがえる空 -RESCUE WINGS-》
- 2007年 脚本《ストレンヂア 無皇刃譚》
- 2008年 脚本《铁腕巴蒂DECODE》
- 2009年 脚本《铁腕巴蒂 DECODE|铁腕巴蒂DECODE:02》
- 2009年 系列构成、脚本《青花》
- 2011年 腳本《魔乳秘劍帖》
- 2017年 系列构成、脚本《愛麗絲與藏六》

## 同名的作家高山文彦
文学评论
- ‘エレクトラ’、文艺春秋、2007年（参照词条中上健次的“研究、评传、参考书”部分）